# Lifeblood
Lifeblood är rockgruppen Manic Street Preachers sjunde musikalbum, släppt den 1 november 2004 på skivbolaget Epic Records. Det spelades in i New York och Wales, producerades med hjälp av Tony Visconti, Tom Elmhirst och Greg Haver, och innehåller låtar om bland annat kvinnorättskämpen Emily Pankhurst ("Emily") och den försvunna gruppmedlemmen Richey James Edwards ("Cardiff Afterlife").
"The Love of Richard Nixon" och "Empty Souls" släpptes som singlar och nådde båda andraplatsen på singellistan i Storbritannien. Albumet nådde som bäst till en sextondeplats på albumlistan.

## Låtlista
1. "1985" - 4:08
2. "The Love of Richard Nixon" - 3:38
3. "Empty Souls" - 4:05
4. "A Song for Departure" - 4:20
5. "I Live to Fall Asleep" - 3:57
6. "To Repel Ghosts" - 3:58
7. "Emily" - 3:34
8. "Glasnost" - 3:14
9. "Always/Never" - 3:42
10. "Solitude Sometimes Is" - 3:21
11. "Fragments" - 4:02
12. "Cardiff Afterlife" - 3:27